# Boa Vista dos Andradas
Boa Vista dos Andradas é um distrito do município brasileiro de Álvares Florence, no interior do estado de São Paulo.

## História

### Origem
Em torno do ano de 1920 foi erguido um cruzeiro na praça e os pioneiros do lugar passaram a chamá-lo de Vila Cabajá, em razão das mercadorias trazidas de Tanabi acabarem rapidamente, pois ali já viviam várias famílias atraídas pelas terras inexploradas.
No povoado, que era um importante centro comercial, havia máquinas de benefício, vendas, açougues, serraria, barbearia, farmácia e oficina. Já a capela do povoado foi construída em 1942.

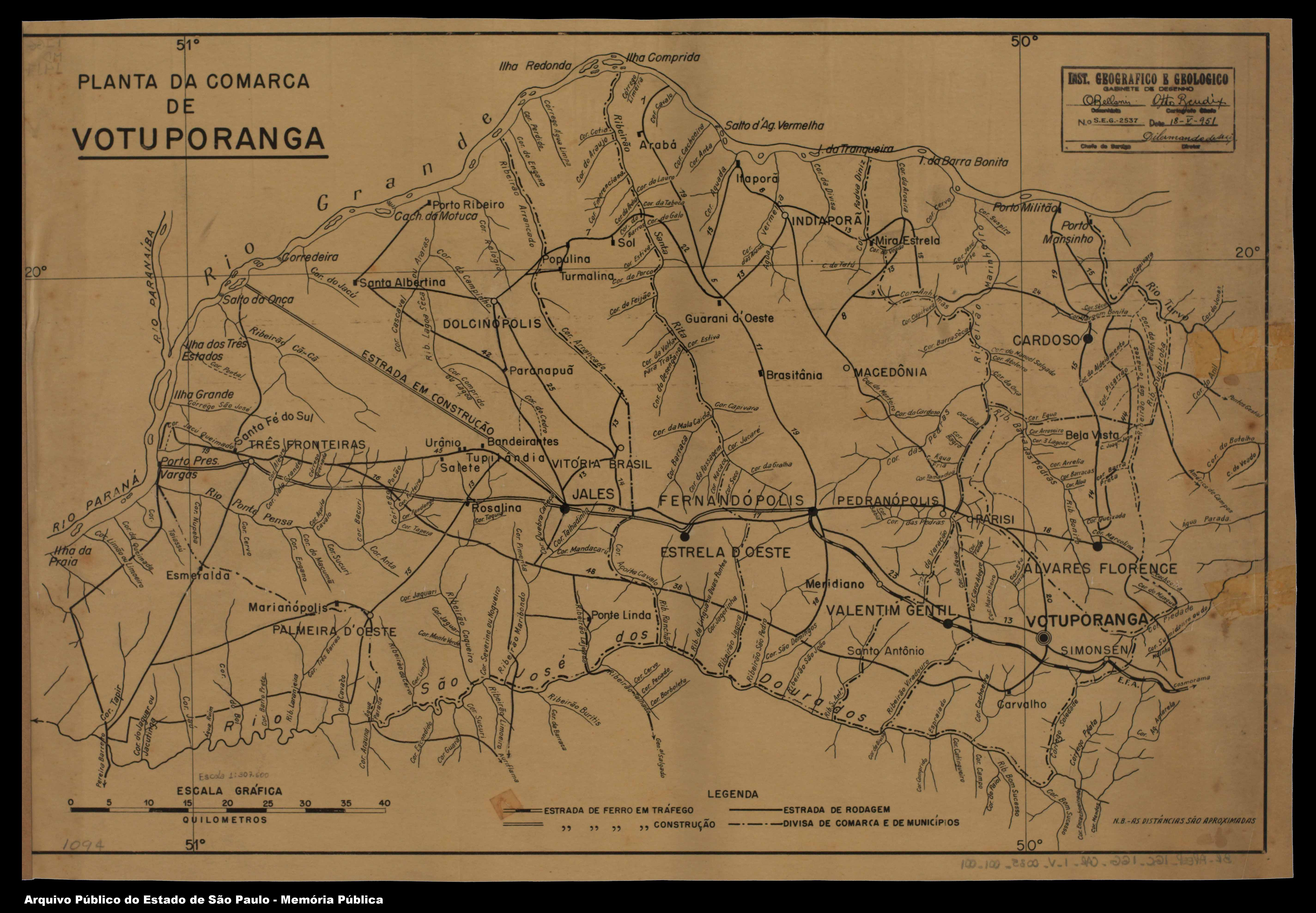
Mapa da Comarca de Votuporanga, incluindo o povoado de Bela Vista (1951).

Posteriormente recebeu a denominação de Bela Vista, e não se sabe ao certo quando recebeu o nome de Boa Vista dos Andradas, mas este título foi escolhido em homenagem a um dos doadores de terras para a formação do povoado, sendo esses doadores Ozório Andrada, João Amâncio da Silva e Augusto Soares Garcia.

### Formação administrativa
- Pedido para criação do distrito através de processo que deu entrada na Assembléia Legislativa do Estado de São Paulo no ano de 1963, mas como não atendia os requisitos necessários exigidos por lei para tal finalidade o processo foi arquivado[6].
- O distrito foi criado pela Lei n° 3.198 de 23/12/1981, com sede no bairro de igual nome e com território pertencente ao município de Álvares Florence[7][8].

### Pedido de emancipação
Antes mesmo de tornar-se distrito tentou a emancipação político-administrativa de Votuporanga e ser elevado à município, através de processo que deu entrada na Assembléia Legislativa do Estado de São Paulo no ano de 1948, mas como não atendia os requisitos necessários exigidos por lei para tal finalidade, o processo foi arquivado. Nesse mesmo ano passou a pertencer ao recém criado município de Álvares Florence.

## Geografia

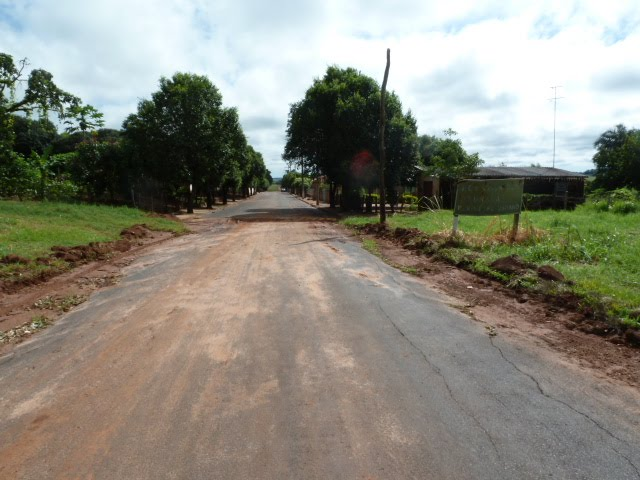
Entrada do distrito.

### Demografia

#### População urbana
| Crescimento população urbana | Crescimento população urbana | Crescimento população urbana | Crescimento população urbana |
| Censo                        | Pop.                         |                              | %±                           |
| ---------------------------- | ---------------------------- | ---------------------------- | ---------------------------- |
| 1980                         | 339                          |                              | —                            |
| 1991                         | 301                          |                              | −11,2%                       |
| 2000                         | 361                          |                              | 19,9%                        |
| 2010                         | 296                          |                              | −18,0%                       |
| 2022                         | 252                          |                              | −14,9%                       |
| Fonte: IBGE e Fundação SEADE |                              |                              |                              |

#### População total
Pelo Censo 2010 (IBGE) a população total do distrito era de 522 habitantes.

### Área territorial
A área territorial do distrito é de 72,820 km².

### Rodovias
O principal acesso ao distrito é a estrada vicinal Álvares Florence-Boa Vista dos Andradas.

## Serviços públicos

### Registro civil
Feito na sede do município, pois o distrito não possui Cartório de Registro Civil das Pessoas Naturais.

### Saneamento
O serviço de abastecimento de água é feito pela Datema Ambiental Saneamento Básico (DASB).

### Energia
A responsável pelo abastecimento de energia elétrica é a Neoenergia Elektro, antiga CESP.

### Telecomunicações
O distrito era atendido pela Telecomunicações de São Paulo (TELESP), que inaugurou a central telefônica utilizada até os dias atuais. Em 1998 esta empresa foi vendida para a Telefônica, que em 2012 adotou a marca Vivo para suas operações.

## Religião

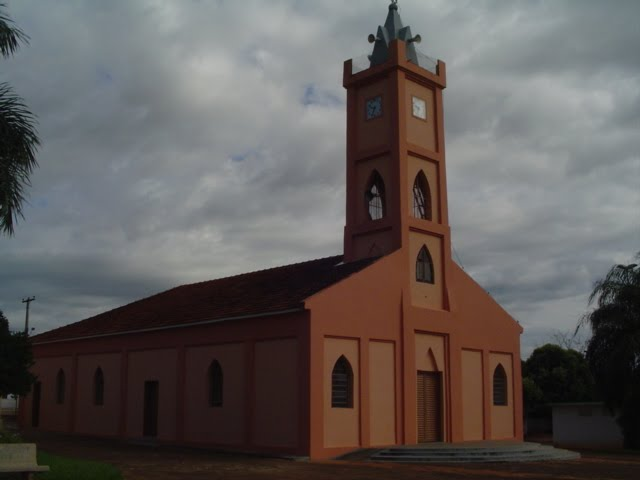
Igreja.

O Cristianismo se faz presente no distrito da seguinte forma:

### Igreja Católica
- A igreja faz parte da Diocese de Votuporanga[20].

### Igrejas Evangélicas
- Congregação Cristã no Brasil[21].